# Адміністративний устрій Володимирського району
Адміністративний устрій Володимирського району — адміністративно-територіальний поділ Володимирського району Волинської області на 3 міські громади, 2 селищні громади та 8 сільських громад, що підпорядковані Володимир-Волинській районній раді. Адміністративний центр — місто Володимир .

## Список міських і сільських громад Володимирського району
- Війницька сільська громада
- Володимир-Волинська міська громада
- Зарічанська сільська громада
- Затурцівська сільська громада
- Зимнівська сільська громада
- Іваничівська селищна громада
- Литовезька сільська громада
- Локачинська селищна громада
- Нововолинська міська громада
- Оваднівська сільська громада
- Павлівська сільська громада
- Поромівська сільська громада
- Устилузька міська громада